# Иван Минев
Иван Цветанов Минев е български инженер и политик, кмет на Ботевград в периода 22 декември 1988 – декември 1990 г.

## Биография
Роден е през 1949 г. в Ботевград. Завършва ТМЕ „Христо Ботев“ и Машинно-електротехническия институт в София. Работи в конструкторския отдел в завод „Чавдар“. Избране е за технически директор, а след това за директор на Завода за резервни части, който по-късно е обособен като Машиностроителен завод в системата на завод „Чавдар“. От 1979 г. е член на Българска комунистическа партия. На 22 декември 1988 г. е избран за кмет на Ботевград. От 1995 до 1999 г. е председател на Общинския съвет в Ботевград, а след това в общински съветник.